# 5935 Ostankino
5935 Ostankino este un asteroid din centura principală de asteroizi.

## Descriere
5935 Ostankino este un asteroid din centura principală de asteroizi. A fost descoperit pe 13 martie 1977 la Observatorul de Astrofizică din Crimeea de Nikolai Cernîh. El prezintă o orbită caracterizată de o semiaxă mare de 2,61 ua, o excentricitate de 0,09 și o înclinație de 13,9° în raport cu ecliptica.